# Сарычев, Андрей Карлович
Андрей Карлович Сарычев (род. 11 декабря 1950) — российский физик, специалист в области электродинамики неупорядоченных систем и наноплазмоники, доктор физико-математических наук.

## Биография
Окончил Московский физико-технический институт (1975). В 1978 году защитил диссертацию на соискание учёной степени кандидата физико-математических наук на тему «Исследование явлений переноса в плотных неупорядоченных системах». В 1993 году стал доктором физико-математических наук, тема диссертации «Особенности свойств неупорядоченных систем вблизи порога протекания».
В 1978—1998 гг. работал в Институте высоких температур АН СССР (РАН), где занимался исследованиями транспортных и микроволновых свойств металлодиэлектрических композитов, микроволновыми метаматериалами, радио- и микроволновыми поглотителями.
В 1998—2001 гг. — профессор-исследователь в Университете штата Нью-Мексико. 
В 2001—2004 гг. — старший научный сотрудник в Школе электротехники и вычислительной техники Университета Пердью.
В 2004—2007 гг. — старший инженер отдела исследований и разработок компании Ethertronics Inc (Сан-Диего, США).
С 2007 года главный научный сотрудник Лаборатории № 1 — Теоретической электродинамики конденсированного состояния Института теоретической и прикладной электродинамики РАН.

## Исследования
Автор и соавтор более 150 научных работ, 2 монографий, 5 авторских свидетельств и 4 патентов, в том числе 3 патентов США и одного Европатента.
Научные достижения:
- разработал метод молекулярной динамики для исследования слабоионизованной неидеальной плазмы
- предсказал аномальное поглощение света парами металлов вблизи линии насыщения
- сконструировал оптические метаматериалы с отрицательным показателем преломления
- предсказал, а затем экспериментально обнаружил гигантские электромагнитные поля в металлических нанопленках и диэлектрических метаматериалах
- предложил новый класс широкополосных антенн для мобильных телефонов и других телекоммуникационных устройств

## Награды
- 1990 — Орден Дружбы народов — за участие в разработке микроволновых поглотителей.
- 1997 — Медаль «В память 850-летия Москвы»